# Hánytató galambgomba
A hánytató galambgomba (Russula emetica) az Agaricomycetes osztályának galambgomba-alkatúak (Russulales) rendjébe, ezen belül a galambgombafélék (Russulaceae) családjába tartozó faj.
A Russula gombanemzetség típusfaja.

## Előfordulása
Ez a gombafaj széles körben elterjedt az északi félgömbön. Európán kívül még megtalálható Észak-Afrika egyes részein, valamint Ázsia és Észak-Amerika mérsékelt övi részein is.

## Megjelenése
A hánytató galambgomba a rózsa-, cseresznye-, cinóber- vagy vérpiros kalapbőrű, csípős ízű és fehér spóraporú galambgombák jellegzetes képviselője. Kalapjának átmérője 5-11 centiméter. Eleinte boltozatos, majd fokozatosan annyira kiterül, hogy a közepén kissé be is mélyed. Színe élénk cinóber- vagy vérpiros, idős korban halványabb. Bőre sima, ragadós és fényes. Fehér húsa többé-kevésbé gyümölcsszagú, pattanva törő és égetően csípős ízű. Lemezei fehérek. Ugyancsak fehér tönkje 5-8 centiméter hosszú és 1-2 centiméter vastag.

## Életmódja
A hánytató galambgomba lucfenyvesekben, nyirkosabb, mohás talajokon és tőzegmohalápokon él. Főként nyáron terem, de később is megtalálható.

## Összetéveszthetősége
A piros galambgombával (Russula rosea) téveszthető össze, biztosan megkülönböztetni őket egymástól csak a gomba megkóstolásával lehet. A hánytató galambgomba égetően csípős ízű, a piros galambgombának viszont jellegzetes ceruza-íze van.

## Felhasználhatósága
A gomba gyengén mérgező, hányást, hasmenést okoz.